# 399-es busz
A 399-es jelzésű elővárosi autóbusz Budapest, Stadion autóbusz-pályaudvar és Őrbottyán, Rákóczi Ferenc utca autóbusz-forduló között közlekedik. Betétjárata 397-es jelzéssel a Budapest–Veresegyház szakaszon párhuzamosan jár. A járatot a MÁV Személyszállítási Zrt. üzemelteti.

## Története
2015. augusztus 1-jétől a 397-es busz egyes menetei 399-es jelzéssel Őrbottyánig közlekednek.

## Megállóhelyei
Az átszállási kapcsolatok között a Veresegyházig közlekedő 397-es jelzésű betétjárat nincs feltüntetve.
| 0                                          | Budapest, Stadion autóbusz-pályaudvar végállomás           | 54 | 1, 1A 73, 75, 77, 80 95, 130, 195 396, 398, 400, 402, 410, 412, 414, 422, 424, 430, 432, 434, 435, 436, 437, 438, 439, 440, 441, 442, 485, 486 1020, 1021, 1024, 1031, 1034, 1037, 1039, 1040, 1044, 1045, 1046, 1049, 1050, 1052, 1053, 1054, 1060, 1063, 1066, 1067, 1068, 1069, 1070, 1075, 1076, 1077, 1078 |
| 8                                          | Budapest, Kacsóh Pongrác út                                | 46 | 1, 1A, 3, 69 72, 74, 74A, 82 25, 32, 225 396, 398, 402, 412, 414, 422, 424, 432, 434, 435, 436, 437, 438, 439, 442 1020, 1021, 1024, 1031, 1034, 1037, 1039, 1040, 1044, 1045, 1046, 1049, 1050, 1052, 1053, 1054, 1063, 1066, 1067, 1068, 1069, 1076                                                           |
| 15                                         | Budapest, Szerencs utca                                    | 39 | 96, 124, 225, 296, 296A 396, 398, 402, 412, 414, 422, 424, 432, 434, 435, 436, 437, 438, 439, 442 1020, 1021, 1024, 1031, 1034, 1037, 1039, 1040, 1044, 1045, 1046, 1049, 1050, 1052, 1053, 1054, 1063, 1066, 1067, 1068, 1069, 1076                                                                            |
| Budapest–Mogyoród közigazgatási határa     |                                                            |    | |
| 29                                         | Mogyoród, Lake Forest Villapark                            | 25 | |
| Mogyoród–Szada közigazgatási határa        |                                                            |    | |
| 32                                         | Szada, Ipari Park                                          | 22 | |
| 34                                         | Szada, Székely Bertalan út                                 | 20 | |
| 36                                         | Szada, TÜZÉP telep                                         | 18 | 396, 398, 450, 451, 452, 453, 454, 455 |
| Szada–Veresegyház közigazgatási határa     |                                                            |    | |
| 37                                         | Veresegyház, Közúti Igazgatóság                            | 17 | 396, 398, 450, 451, 452, 453, 454, 455 |
| 39                                         | Veresegyház, vasútállomás bejárati út                      | 15 | 391, 392, 395, 396, 398, 450, 451, 452, 453, 454, 455 |
| 41                                         | Veresegyház, benzinkút                                     | 14 | 391, 392, 394, 395, 396, 398, 450, 451, 452, 453, 454, 455 |
| 42                                         | Veresegyház, általános iskola                              | 13 | 318, 319, 391, 393, 394, 395, 396, 398, 450, 451, 452, 453, 454, 455 |
| 43                                         | Veresegyház, templom                                       | 12 | 391, 392, 393, 394, 395, 396, 398, 450, 452, 454, 455 |
| 44                                         | Veresegyház, Fő út 130.                                    | 11 | 396, 398, 450, 454, 455 |
| 45                                         | Veresegyház, autóbusz-forduló                              | 10 | 396, 398, 450, 454, 455 |
| Veresegyház–Őrbottyán közigazgatási határa |                                                            |    | |
| 47                                         | Őrbottyán, Fő út                                           | 8  | 398, 454, 455 |
| 49                                         | Őrbottyán, Rendőrőrs                                       | 6  | 315, 316, 342, 394, 398, 452, 454 |
| 50                                         | Őrbottyán, posta                                           | 5  | 315, 316, 342, 394, 398, 452, 454 |
| 51                                         | Őrbottyán, vasútállomás bejárati út                        | 4  | 315, 316, 342, 394, 398, 452, 454 |
| 53                                         | Őrbottyán, Hajós Alfréd utca                               | 2  | 315, 316, 342, 394, 398, 452, 454 |
| 54                                         | Őrbottyán, Béke utca                                       | 1  | 315, 316, 342, 394, 398, 452, 454 |
| 55                                         | Őrbottyán, Rákóczi Ferenc utca autóbusz-forduló végállomás | 0  | 315, 316, 342, 394, 398, 452, 454 |